# Roland Cardon
Roland Cardon (* 15. April 1929 in Ronse; † 18. August 2001) war ein belgischer Musiker, Komponist, Musikpädagoge und Dirigent. Er verwendete auch das Pseudonym Guy Rodenhof.
Sein Bruder Denis brachte ihm die ersten Übungen auf der Klarinette bei und machte ihn mit dem Notensystem vertraut. Er trat der Königlichen Harmonie Sint-Cecilia, Ronse bei und dessen Dirigent Maurice Flamant riet ihm, zur Musik-Akademie in Ronse zu gehen. Dort vermittelte man ihm Notenlehre, Flöte, Violoncello und Saxophon. Nach dem Zweiten Weltkrieg begann er sein Musikstudium am Konservatorium in Gent. Dort diplomierte er in Flöte und Kammermusik. Er setzte seine Studien in Lüttich am Konservatorium bei Sylvain Dupuis Harmonielehre, Kontrapunkt und Fuge.

## Leben und Wirken
1954 trat er in den Dienst bei dem Musikkorps der 12. Brigade in Aarlen als Solo-Flötist ein. 1957 wurde er Dirigent des Musikkorps der 4. Brigade in Lüttich. Das Musikkorps der inländischen Streitkräfte in Aarlen machte ihn 1963 zu seinem Dirigenten, bevor er 1973 als Nachfolger von Charles Frison Dirigent der Musikkapel van de Rijkswacht in Brüssel wurde. Diese Position hielt er inne, bis zu seiner Pensionierung am 31. Dezember 1981.
Neben seiner Tätigkeit als Dirigent der Militärorchester, war er ein begehrter Lehrer und Dozent an Musik-Akademien und Konservatorien. Im Zeitraum von 1963 bis 1972 war er verantwortlicher Dozent für Holzbläser und Orchestermusizieren in der Musikschule von Aarlen. 1973 bis 1982 lehrte er Flöte an der Musik-Akademie in Vilvoorde. Zusätzlich lehrte er an der Rijksmuziekacademie in Etterbeek ebenfalls Flöte von 1973 bis 1977. Von 1974 bis 1977 war er Dozent für Dirigieren von Blas- oder Fanfare-Orchestern am Königlichen Konservatorium in Brüssel. Vom 1. Januar 1982 bis 1. Juli 1994 war er Direktor am Städtischen Konservatorium in Oostende.
Roland Cardon war ein vielseitiger Komponist.

## Werke

### Werke für Orchester
- Serenade für Streicher
  1. Moderato
  2. Andante
  3. Allegro

### Werke für Blasorchester
- 1968 Capriccio in Blue
- Arlequino Ouverture in Sonatenform
- Blue, sweet & swing für Klarinetten-Chor
- Childrens Symphony
- Claribel für Klarinetten-Chor
- Concertino für Klavier und Blasorchester
- Cricket First
- Dear Harry
- De Engelbewaarders
- Fantasia en Rondo für Klarinetten-Chor
- Goede Nacht – Tot Weerziens für Chor und Blasorchester
- Hello für Blasorchester
- Intrada
- Le Grand Manège
- Lovers Prayer
- Lullaby für Klarinetten-Chor
- Moods für Klarinetten-Chor
- Mozart, Weber & Co. für Klarinetten-Chor
- Nuts City
- Ouverture 150 für Klarinetten-Chor
- Pasticcio
- Prelude für Klarinetten-Chor
- Rondo Fantastico
- Serenade für Klarinetten-Chor
- Theme & Dance für Klarinetten-Chor
- Three Inventions für Klarinetten-Chor

### Kammermusik
- Andante & Allegro Moderato für Gitarren-Ensemble
- B & J Duo für Trompete und Klarinette
- Close-Up für Percussion-Ensemble
- Four Miniatures für Saxophone-solo
- Introduction & Dance für Bass-Klarinette und Klavier
  1. Lento poco rubato
  2. Allegro con spirito
- Invertings für Klarinette Solo
  1. Lento poco rubato
  2. Allegro moderato
- Melopée & Dans für Flöte und Klavier
- Siciliana für Alt-Saxophon und Klavier
- Three Shorty's für Blechbläser-Quintett
  1. Allegro moderato
  2. Adagio
  3. Allegro giocoso

| Personendaten    | Personendaten             |
| ---------------- | ------------------------- |
| NAME             | Cardon, Roland            |
| ALTERNATIVNAMEN  | Rodenhof, Guy (Pseudonym) |
| KURZBESCHREIBUNG | belgischer Komponist      |
| GEBURTSDATUM     | 15. April 1929            |
| GEBURTSORT       | Ronse, Belgien            |
| STERBEDATUM      | 18. August 2001           |
| STERBEORT        | Belgien                   |